# Patrice Estanguet
Patrice Estanguet (Pau, 19 aprile 1973) è un ex canoista francese.

## Palmarès
- Giochi olimpici

Atlanta 1996: bronzo nello slalom C1.
- Mondiali - Slalom

Três Coroas 1997: argento nel C1 a squadre.
La Seu d'Urgell 1999: bronzo nel C1 a squadre.
Bourg-Saint-Maurice 2002: bronzo nel C1.
Augusta 2003: argento nel C1 a squadre.